# Pistill von Cappel

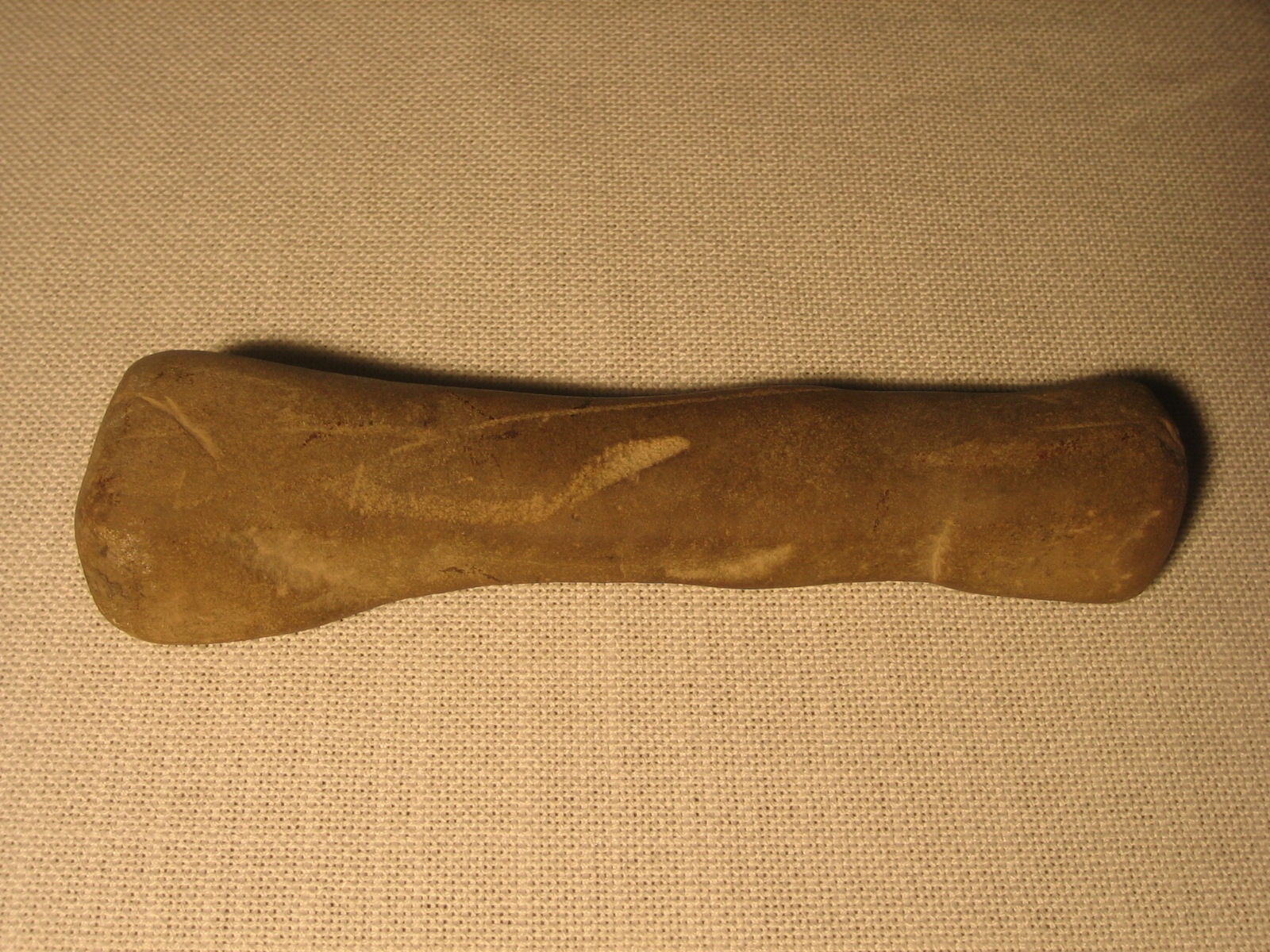
Pistill von Cappel

Das Pistill von Cappel (auch der Kolben von Cappel) ist ein Steinwerkzeug aus der Steinzeit, das bei dem Dorf Cappel nahe Fritzlar in Nordhessen gefunden wurde. Es befindet sich heute in einer privaten archäologischen Sammlung in Obervorschütz und ist ein bedeutendes Beispiel steinzeitlicher Funde in Nordhessen.
Das Pistill besteht aus Feldspat, ist 16,50 cm lang und verjüngt sich parabolisch von der rechten Reibfläche von 4,50 cm auf 3,50 cm an der linken Reibfläche. Sein Gewicht beträgt 358 Gramm. Es ist wohl etwa auf die Zeit um 3000 v. Chr. zu datieren. Ähnliche Funde von Steinbeilen sind im Fritzlarer Museum Hochzeitshaus ausgestellt. Ein vergleichbar gut erhaltenes Pistill ist nicht bekannt.
Das knochenförmige Werkzeug wurde zum Zermahlen und Zerreiben von Pflanzen, Rinden, Knochen und Mineralien verwendet. Jedoch fehlt der dazugehörige Mörser oder der dazugehörige Reibstein. Beide Seiten der Kolbenflächen weisen eine erhebliche Aufrauung auf. Die mittlere Griffschale ist zum besseren Handhaben ergonomisch angepasst. Ein schlangenförmiges, leicht rot gefärbtes Motiv ist in die Griffschale eingeritzt; ob dies eine rituelle Bedeutung hat, ist ungeklärt. Zur Erhöhung der Reibung zwischen Kolben und Reibschale sind die Kopfenden abgerieben worden. Kratzer sind wohl durch Beschädigungen von anderen Steinen und die Bearbeitung auf dem Feld zu erklären.
Das Pistill wurde im Frühjahr 1955 von Ernst Schönewolf (1930–2002) bei Saatbeetarbeiten im Schotter am Rande eines lößhaltigen Feldes im Edertal bei Cappel gefunden. Der Fundort liegt im Rain, oberhalb eines natürlichen Walls im Edertal. Weitere Funde von dem gleichen Feld sind nicht bekannt. Das Werkzeug könnte daher bei einem Hochwasser von der Eder angespült worden sein.